# 布莱恩·布鲁尼
布萊恩·安東尼·布魯尼（英語：Brian Anthony Bruney，1982年2月17日—），生於奧勒岡州，美國棒球員。現為自由球員。

## 職業生涯
2004年初登板於亞利桑那響尾蛇，2006年來到紐約洋基。2009年12月7日，布魯尼被交易到華盛頓國民，至於洋基可能獲得規則5選秀權，但最後洋基是從國民交易來外野手Jamie Hoffmann。2010年5月17日布魯尼被指定讓渡，5月25日期拒絕下放小聯盟，加上沒有任何其他球隊願意進行交易，而被國民釋出。

## 外部連結
- 球員資訊和成績在MLB ，ESPN ，Retrosheet ，Baseball Reference ，Baseball Reference (Minors) ，Fangraphs ，The Baseball Cube （英文）
- Article in The Oregonian about Bruney （页面存档备份，存于）